# 本山小太郎
本山 小太郎（もとやま こたろう、生年不明 - 明治2年4月17日（1869年5月28日））は江戸幕府幕臣、評定所書物方。

## 生涯
1868年（慶応4年）、伊庭八郎、人見勝太郎ら36名が遊撃隊の本隊から脱走した際、本山小太郎も江戸を脱し伊庭等の遊撃隊に参加した。榎本武揚艦隊とともに蝦夷地を目指すが、乗船した「美賀保丸」は犬吠埼付近に座礁、沈没する。伊庭八郎、中根淑と共に沈む船から脱出し、一旦二人とは別れ先に江戸へと戻る。横浜の尺振八の家で潜伏しつつ蝦夷へ渡る機会を窺っている伊庭八郎に様々な書物を届けたと言われている。田村銀之助によると、吉原遊廓稲本楼の花魁・四代目小稲に会いに行き、箱館への渡航資金五十両を手に入れたという話もある。
1868年（明治元年）、伊庭八郎と共に横浜発箱館行きのイギリス艦のサンライズ号に乗り、同年11月28日箱館に到着する。
1869年（明治2年）、松前へと発つ。折戸台場で敵の銃弾が胸に当たり、「俺は死ぬ」と一声言って倒れる。命日は4月17日とされる。

## 人物
- 杉浦清介の「苟生日記」では箱館で一緒に飲んだ事などが書かれており、本山小太郎とも親しかったと窺える。歩けなくなり何度も雪の中に倒れてしまうほど飲む事もあったようだ。
- 「気宇磊落」で「戦場にあっても、常に談笑している」ような人物とされている。
- 伊庭八郎の親友である事でも有名。

## 登場する作品
小説
- 『幕末遊撃隊（旧題『剣士伊庭八郎』）』（池波正太郎）